# Hov, Laholms kommun
Hov är en bebyggelse söder om Laholm i Laholms kommun. Vid SCB:s ortsavgränsning 2020 klassades bebyggelsen som en småort.